# UNINE
Unine (estilizado como UNINE) foi uma boy band chinesa formada no programa Youth With You, segunda temporada do programa Idol Producer, da emissora iQiyi em 6 de abril de 2019. O grupo consiste dos integrantes: Li Wenhan, Li Zhenning, Yao Mingming, Guan Yue, Jiayi, Hu Chunyang, Xia Hanyu, Chen Youwei e He Changxi.

## História

### Pré-debut
A UNINE foi formado pelo reality show Youth With You, exibido de 21 de janeiro a 6 de abril de 2019. Dos 100 trainees, apenas 9 estrearam por meio de votações na audiência. Finalmente, foi anunciado que Li Wenhan havia ficado em primeiro lugar, Li Zhenning em segundo, seguido por Yao Mingming, Guan Yue, Jia Yi, Hu Chunyang, Xia Hanyu, Chen Youwei e He Changxi, respectivamente.
Antes da UNINE, Li Wenhan é membro da boy band chinesa-sul-coreana Uniq, que estreou em 2014. Ele também fez sua estreia como ator em 2016.
Li Zhenning é membro do projeto chinês de pré-estreia BG Project.
Yao Mingming é conhecido por treinar com o SEVENTEEN e apareceu na Seventeen TV. Ele também participou de um show de sobrevivência sul-coreano, Mix Nine. No entanto, ele foi eliminado no episódio final. Ele estreou com um grupo chamado BLK em 28 de novembro de 2017, mas o grupo se desfez em 17 de setembro de 2018.
Guan Yue é um membro da boy band chinesa chamada XII Constellations, ele faz parte da subunidade The Wind.
Jia Yi é membro da boy band chinesa Mr. Tyger, estilizada como Mr. 钛戈, que estreou em 2018.
Chen Youwei fez sua estreia como ator em 2018.

### 2019–present: Estréia comUNLOCK
A Unine lançou seu primeiro EP UNLOCK em 6 de maio de 2019.

## Membros
| Nome artístico | Mandarim | Nome de nascimento | Mandarim | Data de nascimento               | Posição                                                                   |
| -------------- | -------- | ------------------ | -------- | -------------------------------- | ------------------------------------------------------------------------- |
| Wenhan         | 汶翰     | Li Wenhan          | 李汶翰   | 22 de julho de 1994 (30 anos)    | Líder, Center, Vocalista principal, Dançarino guia, Rapper de apoio, Face |
| Zhenning       | 振宁     | Li Zhenping        | 李镇平   | 5 de novembro de 1995 (29 anos)  | Dançarino guia, Vocalista guia, Rapper guia, Face                         |
| Yao Mingming   | 明明     | Yao Mingming       | 姚明明   | 5 de janeiro de 1997 (28 anos)   | Dançarino principal, Vocalista guia, Rapper de apoio                      |
| Guan Yue       | 管栎     | Guan Guolin        | 管国林   | 16 de janeiro de 1994 (31 anos)  | Dançarino guia, Vocalista guia, Rapper de apoio                           |
| Jia Yi         | 嘉羿     | Huang Jiaxin       | 黄嘉新   | 14 de julho de 1998 (26 anos)    | Dançarino guia, Rapper guia, Vocalista guia, Visual                       |
| Chunyang       | 春杨     | Hu Chunyang        | 胡春杨   | 5 de fevereiro de 1999 (26 anos) | Rapper principal, Vocalista de apoio                                      |
| Xia Hanyu      | 夏瀚宇   | Xia Hanyu          | 夏瀚宇   | 11 de junho de 1997 (27 anos)    | Vocalista principal, Rapper de apoio                                      |
| Chen Youwei    | 陈宥维   | Chen Shuaihong     | 陈帅宏   | 7 de julho de 1997 (27 anos)     | Rapper guia, Visual, Vocalista de apoio                                   |
| He Changxi     | 何昶希   | He Wei             | 何伟     | 24 de novembro de 1997 (27 anos) | Dançarino principal, Vocalista guia                                       |

## Endossos
Em 6 de abril, após sua estreia, o PD Lay Zhang e o apresentador convidado He Jiong anunciaram o logotipo do grupo e que a UNINE seria o embaixador de 蒙牛 真 果粒..

## Discografia

### EPs
| Título         | Detalhes | Vendas         |
| -------------- | --- | -------------- |
| UNLOCK         | - Lançamento: 6 de maio de 2019 - Língua: Mandarim - Gravadora: 爱豆世纪 Track listing 1. Bomba 2. Like A Gentleman 3. 春日记忆 (Spring Day Memory)                                                                      | CHN: 768,889   |
| UNUSUAL        | - Lançamento: 21 de outubro de 2019 - Língua: Mandarim - Gravadora: 爱豆世纪 Track listing 1. 租辆大巴去月亮 2. SET IT OFF 3. 海水不下坠(Butterfly)                                                                      | CHN: 1,246,203 |
| U-Night Flight | - Lançamento: 6 de maio de 2020 - Língua: Mandarim - Gravadora: 天津花路 Track listing 1. Ready Go 2. Bad Bad Bad 3. Future World 4. Precious 5. Over 6. Controller 7. 我明白 8. Arrival 9. 超努力 10. Now 11. U're Mine | CHN: 134,197   |

## Filmografia

### Programas televisivos
| Ano  | Título         | Emissora | Notas                  |
| ---- | -------------- | -------- | ---------------------- |
| 2019 | Youth With You | iQiyi    | Participantes          |
| 2019 | Unine蹦吧      | iQiyi    | Programa de variedades |

## Prêmios e indicações
| Ano  | Premiação                       | Categoria                          | Resultado |
| ---- | ------------------------------- | ---------------------------------- | --------- |
| 2019 | Chinese Music Awards 2019       | Most Popular New Group of The Year | Venceu    |
| 2019 | ELLEMEN New Youth 2019          | The best New of Group Awards       | Venceu    |
| 2019 | iQiYi Screaming Night 2019      | The best of Group Awards           | Venceu    |
| 2019 | Madame Figaro Fashion Gala 2019 | Most Popular Idol of The Year      | Venceu    |
| 2019 | Sina MULTIVERSE 2019            | Most Popular Idol of The Year      | Venceu    |
| 2019 | Weibo Awards Ceremony 2019      | Most Developed Idol of The Year    | Venceu    |